# Radio América (Argentina)
Radio América fue una radio Argentina, creado en 1983 en la frecuenia de 1190 de la AM en la cual su programación en ese tiempo se basaba en noticias variadas y deportes.

## Historia
Radio América AM 1190 fue una emisora de radio que comenzó a funcionar en 1927 como Radio Fénix. Formó  parte del conjunto histórico de las primeras emisoras del país junto con Radio El Mundo; LOO Radio Prieto; Radio Argentina; LOY, Sociedad Radio Nacional, Estación Flores; L0W Radio Grand Splendid; L0V Brusa; L0Z Broadcasting La Nación; L0Q Radio Cine París; L0X Radio Cultura; L0X Estación Palermo de Radio Cultura; L0S Broadcasting Municipal, entre otras emisoras argentinas.
Como parte del sistema de radiodifusión argentino sufrió los avatares políticos de diferentes golpes de estado que comenzaron por eliminar la libertad de expresión a través de asesinatos, persecuciones, encarcelamientos y difamaciones.
En el comienzo de la democracia en 1983 fue adjudicada a la empresa Desup S.A. y fue cuando adoptó el nombre de Radio América. Los sucesivos cambios en las políticas económicas del país se vieron reflejados tanto en su línea editorial como en las crisis económicas que sufrieron las emisoras. A partir de finales de 2015 los empleados se hicieron cargo de la emisora a raíz de la falta de pago por parte de los propietarios,a pesar de los grandes esfuerzos de los trabajadores y la colaboración de empresas Productoras Broadcasting,  como la del empresario y periodista Guillermo Gauna ex gerente de Canal Ideas para poder proseguir,  sin embargo el Ente Nacional de Comunicaciones dispuso en septiembre de 2016 la caducidad de la licencia. A través del Decreto 1069/2017  firmado por el presidente Mauricio Macri, el Gobierno oficializó la adjudicación de la frecuencia AM 1190 al Grupo Perfil, a través del Ente Nacional de Comunicaciones.